# 天主教卡舍尔暨埃姆利总教区
天主教卡舍爾暨埃姆利總教區（拉丁語：Archidioecesis Casheliensis o Cassiliensis et Emeliensis）是羅馬天主教在愛爾蘭的一個教省總教區，主教座堂位於聖母升天主教座堂。卡瑟尔暨埃姆利總主教是该总教区的首领，他也是主教座堂的主任司鐸。
卡舍爾教区是1111年设立的，在1152年升為總教區。1718年與埃姆利教區合併。2015年1月26日修正了總教區的名稱。

## 地理区域
卡舍尔暨埃姆利总教区是爱尔兰的四个总教区之一，它们一起组成爱尔兰天主教教会。总教区的区域包括蒂珀雷里郡和利默里克郡的东端，所辖城市包括卡舍尔、瑟勒斯和蒂珀雷里等。

## 历史
天主教卡舍尔暨埃姆利总教区由喀舍尔教区和埃姆利教区这两个历史上的郊区组成。1152年教皇使节向卡舍尔主教授予披带后他的继承人就一直统治着这两个教区。埃姆利教区的主教座堂位于蒂珀雷里郡的埃姆利。从1718年开始卡舍尔總主教出任埃姆利教区的宗座署理。两个教区於2015年1月26日合并。

### 主教座堂
總主教的主教座堂不位于卡舍尔和埃姆利，而是位于蒂珀雷里附近，其原因在于爱尔兰天主教教会的總主教是英国国王任命的。英格兰宗教改革后所有聖座任命的總主教都得躲藏在愿意藏他们的人家裡。这个状况一直延续到18世纪末，直到这个时候一些严酷的法律才被放松。
当时被罗马任命的總主教更加偏爱蒂珀雷里，因此把他的住所和教座移到了那裡，这个状况一直延续到今天。

## 現況

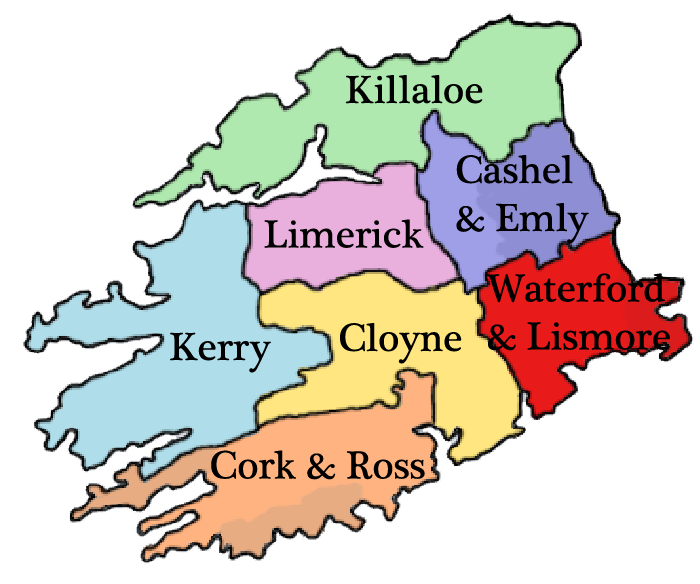
卡舍爾暨埃姆利總教區管轄範圍圖

總教區範圍包括蒂帕雷里郡和利默里克郡的一部。2006年，在當地80,711人口中，有教友79,921人，佔轄區總人口99%、46個堂區、159名司鐸、92名修士、156名修女。現任總主教為祁蘭·奧雷利，榮休總主教為德蒙特·克里福德。

## 附屬教區
附屬教區有6個教區：克萊恩教區、科克暨羅斯教區、凱里教區、基拉盧教區、利默里克教區及沃特福德暨利斯莫爾教區。